# Landmannalaugar

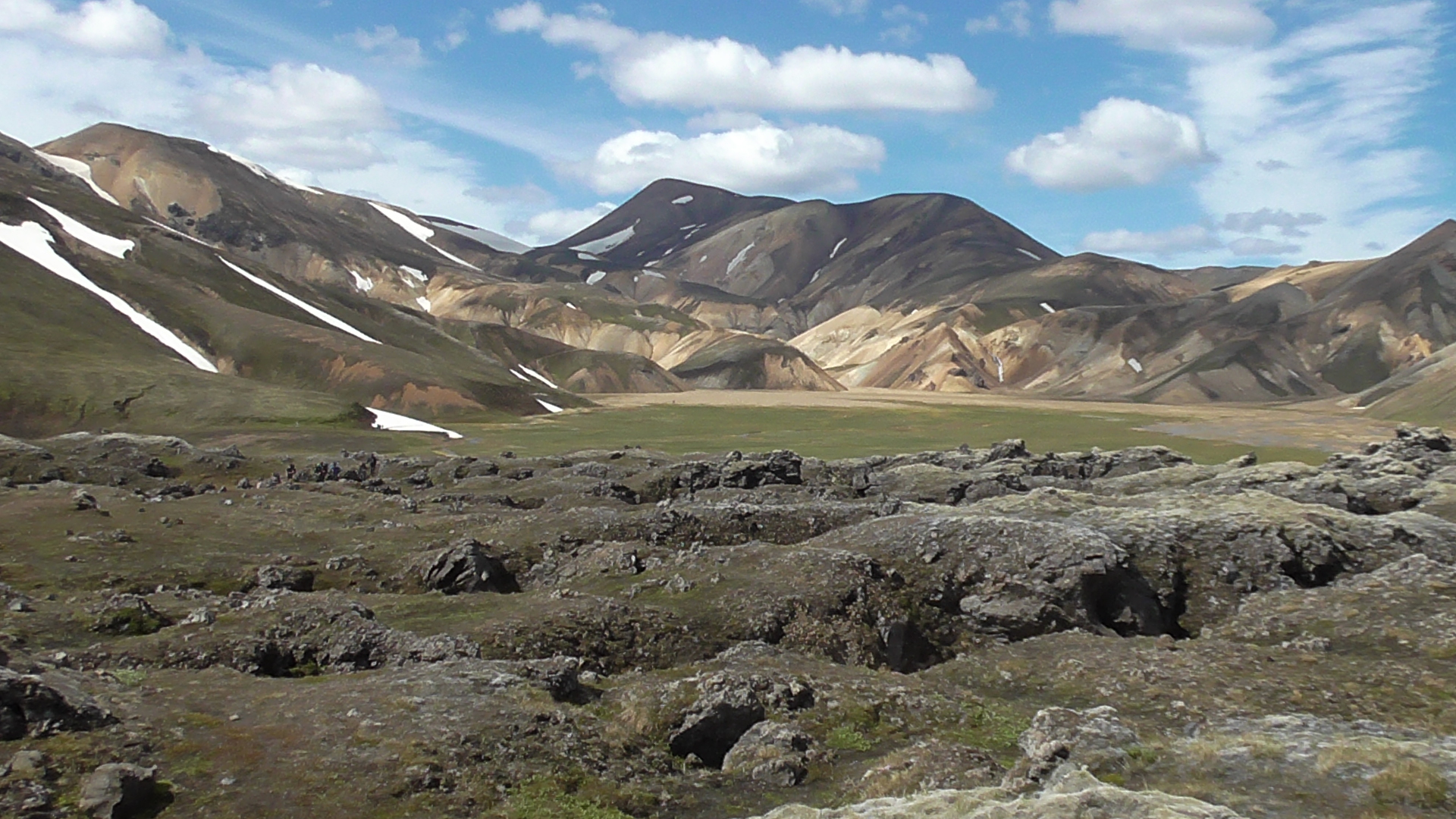
Pohled z Laugahraun

Oblast Landmannalaugar (český název Duhové hory) leží ve výšce 600 m nad mořem a je druhou největší geotermální oblastí na Islandu. Hlavní přístupovou cestou je silnice F225, sjízdná ale jen pro terénní vozy a pouze v létě, protože silnice je uzavřena až do začátku června a otevřená je pouze do konce září. Po ní se dojede na výchozí místo pro treky a výlety po Duhových horách, kterým je velké tábořiště s chatou Landmannalaugar. Asi 200 m od ní vytéká zpod lávového pole teplý i studený pramen a oba se vlévají do jednoho jezírka, které poskytuje turistům skvělou koupel. Okolní obsidiánové a ryolitové vrcholy jsou zbarveny mnoha oranžovými, zelenými a šedými pásy.
Vede zde několik turistických tras a také zde začíná známý čtyřdenní trek do údolí Þórsmörk. Základní trasa vede přes lávové pole Laugahraun k barevnému vrcholu Brennisteinsalda s horkými sopouchy a sirnými ložisky, další např. na nejvyšší vrchol Blahnúkur (Modrý vrchol, 943 m).